# Lijst van beschermd erfgoed in de gemeente Schuttrange
In deze lijst van beschermd erfgoed in de gemeente Schuttrange zijn alle geclassificeerde nationale monumenten van de Luxemburgse gemeente Schuttrange opgenomen.

## Monumenten per plaats

### Münsbach
| Object                      | Bouwjaar/architect | Locatie | Datum beschermd?      | Coördinaten | Afbeelding |
| --------------------------- | ------------------ | ------- | --------------------- | ----------- | ---------- |
| Domein van kasteel Munsbach |                    |         | 8 september 2009 (IS) |             |            |

### Schrassig
| Object | Bouwjaar/architect | Locatie | Datum beschermd?       | Coördinaten | Afbeelding |
| --- | ------------------ | ------- | ---------------------- | ----------- | ---------- |
| De overige bijgebouwen van het oude kasteel van Schrassig, met inbegrip van beschermd gebied en de terreinen |                    |         | 17 september 2001 (IS) |             |            |

### Schuttrange
| Object                                                                | Bouwjaar/architect | Locatie           | Datum beschermd?      | Coördinaten | Afbeelding |
| --------------------------------------------------------------------- | ------------------ | ----------------- | --------------------- | ----------- | ---------- |
| Romeins beeldje ingebed in de voorkant van de schuur van de boerderij |                    | rue du Village 18 | 20 december 2002 (MN) |             |            |
| Percelen                                                              |                    |                   | 15 december 1974 (IS) |             |            |
| Gebouwen                                                              |                    |                   | 25 februari 1988 (IS) |             |            |
| Gebouw                                                                |                    | rue du Village 18 | 5 november 2002 (IS)  |             |            |

### Uebersyren
| Object   | Bouwjaar/architect | Locatie | Datum beschermd?     | Coördinaten | Afbeelding |
| -------- | ------------------ | ------- | -------------------- | ----------- | ---------- |
| Percelen |                    |         | 9 november 1971 (IS) |             |            |

## Bron
- Liste des immeubles et objets classés monuments nationaux ou inscrits à l'inventaire supplémentaire